# 三津川要
三津川 要（みつかわ かなめ、1932年7月13日 - ）は、滋賀県出身の元ボートレーサー。

## 来歴
三津川は「学校に行っても面白くない」と思っていた頃、新聞広告で見つけたのが『モーターボートレース選手募集』記事で、「競輪みたいなもんかな」と思って受けた。大津競輪場の事務所で受けた試験で受験票が3番目であったため、登録番号13番は歴代3番目に当たり、1番から10番までは連合会の幹部が占めていた。全てが手探りの時代であり、試験といっても特別なものは何もなく、純粋に学科のみであった。首尾よく受かり、内燃機関と言う本を一冊渡されただけであった。
1951年8月28日に琵琶湖国際モーターボート選手・審判員養成所が開所し、三津川はここで基礎訓練を受けた。当時の会社員1ヶ月分の給料に相当する入学金8000円を払って入所したが、養成所にはエンジンもボートも無かった。しばらくしてアメリカ製のマーキュリーエンジンの5馬力が1台、和船がひとつ運ばれてきた。当時はのんびりとしたものであり、この琵琶湖養成所からは三津川を含む30人ほどが、1952年3月26日に最初の選手登録を受けている。彼らと並行して10月3日からは大村でも選手が養成され、併せて60人ほどが、わが国初めての、世界で日本だけのプロの競艇選手になった。選手名簿の最初の30人ほど、ずらりと滋賀支部が並んでいて、その後には長崎支部が並んでいるが、これは近在の若者から募集を開始したためである。
同年4月6日に行われた大村での史上初開催でデビューし、その初出走において三津川は、緊張のあまり対岸の島に向かってボートを走らせて、スタートをしくじってしまう。それでも2艇がエンストしていたため、4着でゴールイン。三津川は初出走で若さを露呈し、実際に19歳は選手全体の中でも最年少の部類であった。年長組とは10歳以上の開きがあり、海軍出身者や元船員など、同僚の中にも猛者が少なくなく、刺青を入れていた者もいたほどであった。しかし、三津川にいじめられた思い出は無かった。初開催の後は津（7月4日）・びわこ（同18日）と転戦していき、1ヶ月半くらい家に帰れなかった。大村までは夜行列車での移動で、選手専用の宿舎などもちろんなく、街の旅館3ヶ所ぐらいに分宿していた。夜にラーメンを食べに行ったり、パチンコしたりし、初期の三国などは、芦原温泉に泊まっていた。
当時は、いかに上手くコーナーを小回りするかであった。エンジンのかかりが悪く、プロペラも部品の一つと言う感覚で、ボートの完成度も今に及ぶべくもなかった。スタートはいつもばらつき、大時計には一分針しかなかった。緩やかな動きにあわせてスタートしていくため、アバウトにならざるをえず、ばらつくのは仕方がないことであった。そのため1マークも当然間隙が開き、そこを小回りで抜け出すのが必勝のテクニックであった。エンジン出しにおいて重要であったのはニードル調整で、燃料の供給を誤ると、簡単にエンストしたりプラグバチを起した。調整がぴったり合うと、なんとも言えない金属音がし、三津川はそれを聞き分ける耳を持っていた。初出走時は、「キヌタの15馬力」と言う初めて乗るエンジンで、ニードル調整に戸惑って、半年前から乗っている大村養成の選手に聞いたのはいいが、徐々に自分の物にしていった。対岸に向かって全速力で突っ走って、限界ギリギリまで来ないとハンドルを入れない練習もし、ハンドルの送り方や体重の移動をわが身に焼き付けた。ターンマークを頂点にして回る独特の「三角ターン」を手の内に入れていき、1953年には各地で周年記念が行われるようになって以来、すでに9勝をマーク。
1958年に江戸川で行われた第5回全日本選手権では倉田栄一と共に予選・準優勝戦をオール連対で優出し、レースでは楽な2コース進入で、インコースの山岡貫太とは出足で二艇身もの差で置き去りにした。案の定、外からは倉田一人が伸びて来て、1マーク1対1の形で倉田が被せてきた。これをこらえて先に回った瞬間、右舷の後ろに倉田の艇が当たった。捲くりの角度が甘くなって飛んでいくのを見逃さず、こちらは2マークへ一目散に向かった。焦る倉田の顔が見えた三津川は2周1マークに向かって優勝を確信し、5周レースであったため、後はプラグバテだけに気をつけて、ニードルを何度も何度も気にかけながら、慎重に周回を重ねるだけであった。「エンジンよ止まってくれるな」と念じながらゴールインし、自身唯一の四大特別競走・SG級レースを制覇。優勝賞金は副賞金を含めて45万円で、大学出の初任給が1万3800円といわれていた時代に大金であった。同時にこのシリーズの売上げは、競艇で初めて1億円を超えた。その後は琵琶湖への凱旋はなかなか果たせず、次の斡旋は浜名湖であったのだが、欠場されては大変とばかりに、静岡の競走会の人間が手回し良く江戸川に迎えに来ていた。その晩は「飲めや飲めや」で過ごし、浜名湖の最終日には次の常滑の関係者が待っていた。家に帰れたのは、秋も深まった頃であった。
イン逃げが得意で、創成期の強豪として名を残し、1992年引退。
引退後はびわこで掃海係を務め、2008年にはボートレースの殿堂入りを果たした。

## 獲得タイトル
※太字は四大特別競走を含むSG級レース
- 1953年 - 芦屋開設1周年記念競走
- 1954年 - 児島開設2周年記念競走
- 1955年 - 常滑開設2周年記念競走、鳴門開設2周年記念競走
- 1956年 - 丸亀開設4周年記念競走、大村開設4周年記念競走
- 1957年 - 児島開設5周年記念競走
- 1958年 - 第5回全日本選手権競走（江戸川）、児島開設6周年記念競走